# Parc Strysky
Le parc Strysky est un parc public de Lviv, centre historique de la Galicie et plus grande ville de l'ouest de l'Ukraine. Il est l'un des plus anciens et des plus prestigieux parcs de, et est, à ce titre, classé et protégé au titre des Parcs et monuments d'importance nationale d'Ukraine. Il s'étend sur 56 hectares.
Le parc a été ouvert au public en 1894, il est desservi par le premier tramway à traction électrique de la ville, et accueille la même année l'Exposition universelle de Galicie.

## Sources
- (uk) Cet article est partiellement ou en totalité issu de l’article de Wikipédia en ukrainien intitulé « Стрийський парк » (voir la liste des auteurs).